# バナナボート (船)

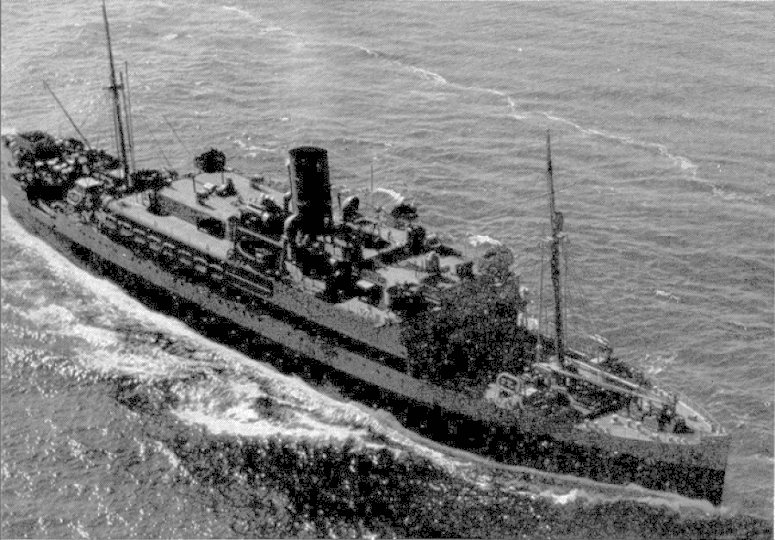
United Fruit Company's Veragua as USS Merak

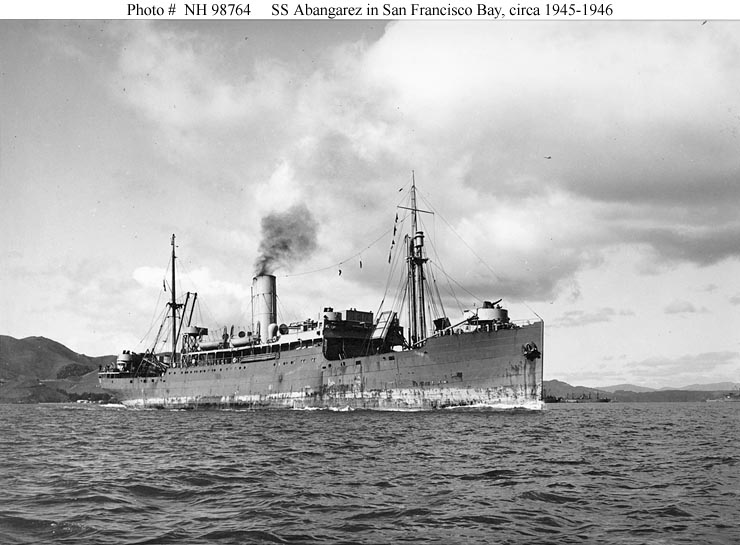
SS Abangarez, a United Fruit banana boat, circa 1945

バナナボート（英: banana boat）は、バナナ貿易に使われていた平坦な船を表す愛称である。腐りやすいバナナを熱帯の栽培地から北アメリカやヨーロッパに迅速に運ぶために設計された。果物だけではなく乗客を運ぶことも度々あった。
20世紀の前半は、中央アメリカとアメリカ合衆国の貿易に従事していたSSアンティグアやSSコンテッサといった冷蔵船が、豪華客船としても運用されていた。1932年、スタンダード・フルーツ・カンパニーが、機関が撤去されたアメリカ海軍駆逐艦4隻の船体を、マサヤ、マタガルパ、タバスコ、ティーパという名の船に改装したように、余剰の海軍軍艦が高速を追い求めたバナナ運搬船に改装される事もあった。軍艦から転用して、輸送船、特にUSSミザールのような冷凍貯蔵船、すなわちユナイテッド・フルーツの乗客とバナナを運ぶ輸送船Quirigua、ミザール級の貯蔵船として知られる一団のネームシップとして使われた。現代のバナナボートは、どちらかと言えば、冷凍船または冷蔵船で、往路で冷却されたバナナを運び、復路で一般貨物を運んでいる。
アメリカ合衆国のスタンダード・フルーツやユナイテッド・フルーツ、1910年にユナイテッド・フルーツの傘下に入ったFyffes、といったフルーツを扱っていた大企業は、バナナ貿易において、一部をバナナ輸送専用に、その他を乗客も乗せられるようにする目的で船を入手または建造した。

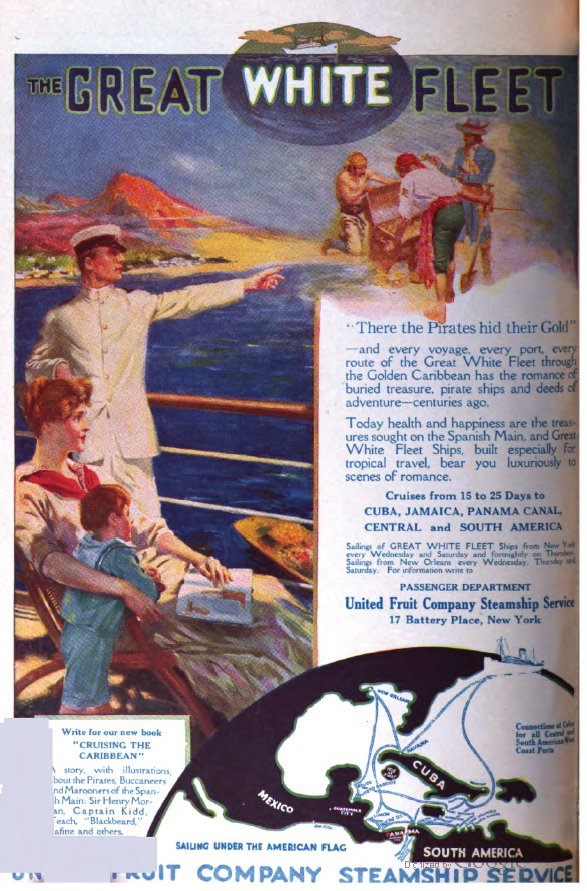
1916 advertisement for the United Fruit Company Steamship Service

ユナイテッド・フルーツは、The Great White Fleetとして宣伝された大船団を1世紀以上も運用して、その後継企業であるチキータ・ブランドが2007年に、同社の約70％のバナナを北アメリカとヨーロッパに輸送した8隻の冷蔵船と4隻のコンテナ船のリースバックで、最後の船を売却した 。かつて、艦隊は100隻の冷凍船で構成され、フィデル・カストロ政権の転覆計画でピッグス湾上陸を支援するために一部が中央情報局に貸与された、世界最大の民間船団だった。
1950年代、この用語が移民の差別用語と関連付けられた。西インド諸島の主な生産品がバナナだったため、安価な輸送手段としても使われた。1959年から60年までの西インド諸島におけるイギリスのクリケットチームが、大西洋を横断して、諸島と行き来するためにバナナボートを使った。西インド諸島の移民をイギリスに運ぶことで知られていて、「誰かがバナナボートから降りた」という言い回しは、移民の到着に反対した人々により使われた蔑称だった。その後、イギリスのアフリカ系カリブ人のコミュニティがイギリスに生まれたために、1970年代には使われなくなった。
現代ではおそらく、バナナボートという用語は、ハリー・ベラフォンテの1956年のヒット曲「バナナ・ボート」の文脈で最も知られている。